# Шаркс (футбольный клуб, Порт-Харкорт)
«Шаркс» (англ. Sharks F.C.) — футбольный клуб из Нигерии, базируется в городе Порт-Харкорт.

## История
Футбольный клуб «Шаркс» что в переводе означает '«Акулы»' возник в 1972 году. Клуб никогда не выигрывал Чемпионат Нигерии, но в сезоне 1996 года Акулы разделили первое место с двумя другими клубами набрав по 58 очков. Также немного позже команда была дисквалифицирована Федерацией футбола Нигерии на 2 сезона причиной чего было подача в суд на Федерацию футбола. Акулам также не дался и кубок Нигерии, хотя они попадали трижды в финалы этого турнира. 

У клуба есть своя группа поддержки. Во время матча они играют на барабанах, также сопровождается это пением и танцами. 

Несмотря на то, что в Порт-Харкорте есть стадион, у Шаркс есть свой, вмещающий 10 000 посетителей и названный как сам клуб — Шаркс Стадион.

## Достижения
- Клубный кубок ВАФУ (1)
  - 2010